# Brandenburg an der Havel
Brandeburg o Brandenburg an der Havel és una «ciutat sense districte» (kreisfreie Stadt) de Brandenburg (Alemanya). Pel nombre d'habitants és la tercera ciutat de l'Estat Federat, i per la superfície és la més gran.
El primer esment Brennabor escrit data del 928, un burg construït per una tribu eslau, quan va ser conquérit per Enric I. Es regat pel Havel, un afluent de l'Elba que encara avui té un paper en la navegació interior per al transport de mercaderies.

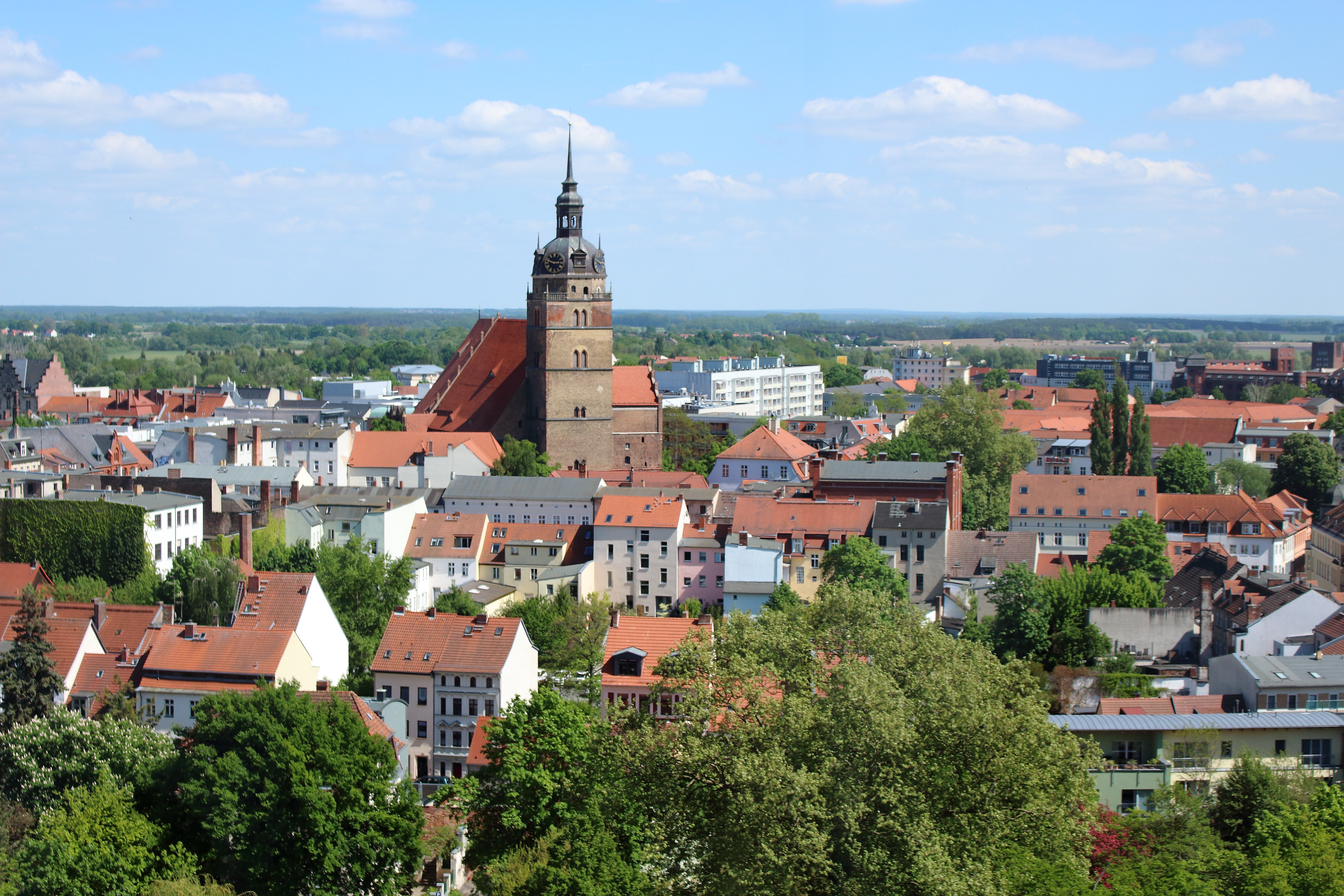
Panorama 2015

## Fills predilectes
- Christian Konrad Sprengel (1750-1816), botànic que va descobrir el paper des insectes en la pol·linització